# 李新生
李新生（英語：Stephen Li Xinzheng；1915年11月22日—1989年2月14日；聖名：斯德望），是天主教中國籍地下教會主教，不獲中國政府承認。曾任秦州教區輔理主教。（1983年-1989年）

## 生平
李新生出生於1915年11月22日，在中華民國甘肅省。於1954年1月1日，李新生在38歲時晉鐸。
1983年3月16日，由秦州教區第二任正權主教王彌祿秘密祝聖成為秦州教區輔理主教，後獲得時任教宗若望保祿二世認可。
李新生主教受地下教會團體派遣，主禮祝聖湖北省漢口總教區助理主教楊少懷。
1989年2月14日，李新生主教在中國甘肅省蘭州逝世，享年73歲。